# Michael Engler
Pour les articles homonymes, voir Engler.
Michael Engler est un metteur en scène de théâtre, un réalisateur et un producteur américain de télévision et de cinéma.

## Biographie
Michael Engler amorce sa carrière à la télévision en 1992 avec le téléfilm Mastergate et des épisodes de la série de HBO Dream On. 
Michael Engler est nommé pour le Directors Guild of America Award comme réalisateur en 2002 et 2004 pour des épisodes de la série comique Sex in the City, en 2008 pour 30 Rock et en 2016 pour la série dramatique Downton Abbey. Il a également été nommé à un Primetime Emmy Award pour la réalisation en 2003 d'un épisode de Sex in the City, en 2008 pour 30 Rock et en 2016 pour Downton Abbey.
Il est choisi pour réaliser le film Downton Abbey (2019) qui reprend les personnages et prolonge le récit de la série télévisée éponyme.

## Filmographie partielle

### Télévision
- 1992 : Mastergate (téléfilm)
- 1993-1994 : Dream On (2 épisodes)
- 1999-2000 : Sarah (Time of Your Life) (6 épisodes)
- 2001-2003 : Six Feet Under (4 épisodes)
- 2001-2014 : Sex and the City (8 épisodes)
- 2007-2012 : 30 Rock (11 épisodes)
- 2010-2013 : The Big C (15 épisodes)
- 2014-2016 : Downton Abbey (4 épisodes)
- 2015-2019 : Unbreakable Kimmy Schmidt (5 épisodes)
- 2018 : The Affair (1 épisode)
- Depuis 2022 : The Gilded Age

### Cinéma
- 2018 : The Chaperone (en)
- 2019 : Downton Abbey